# Emicídio
Emicídio es la segunda mixtape y el tercer trabajo del rapero brasileño Emicida. Fue lanzada el 15 de septiembre de 2010 por el sello discográfico independiente Laboratório Fantasma.
El primer sencillo, Avua Besouro fue lanzado en febrero, poco antes del lanzamiento del EP Sua Mina Ouve Meu Rep Tamém. El 13 de agosto fue lanzado el sencillo "Emicídio", que fue producido por Renan Samam y se puso a disposición para su descarga digital  por el MySpace del rapero. El 10 de septiembre puso en marcha dos nuevas músicas: Que se Faz y Sabe.
La lista oficial de las canciones y la portada de la mixtape fueron divulgadas en el día 12 de septiembre.

## Canciones
| N.º | Título                       | Duración |  |
| 1.  | «E agora?»                   | 3:20     |  |
| 2.  | «Cê lá faz ideia»            | 2:18     |  |
| 3.  | «Rinha (já ouviu falar?)»    | 2:07     |  |
| 4.  | «Isso não pode se perder»    | 3:50     |  |
| 5.  | «Santo Amaro da Purificação» | 2:45     |  |
| 6.  | «Então Toma!»                | 2:46     |  |
| 7.  | «Emicídio»                   | 3:24     |  |
| 8.  | «Santa Cruz»                 | 3:43     |  |
| 9.  | «Velhos Amigos»              | 3:43     |  |
| 10. | «Rua Augusta»                | 2:33     |  |
| 11. | «I Love Quebrada»            | 3:36     |  |
| 12. | «Eu Gosto Dela»              | 3:17     |  |
| 13. | «Só mais uma noite»          | 3:09     |  |
| 14. | «De onde cê vem?»            | 4:22     |  |
| 15. | «Um final de semana»         | 2:52     |  |
| 16. | «Novo nego véio»             | 2:41     |  |
| 17. | «Avua Besouro»               | 3:49     |  |
| 18. | «Beira de piscina»           | 3:48     |  |